# Prima di parlare
Prima di parlare è il dodicesimo album in studio del cantautore italiano Nek, pubblicato il 3 marzo 2015 dalla Warner Music Italy.
Il 19 giugno dello stesso anno l'album è stata messa in commercio l'edizione in lingua spagnola avente il titolo di Antes de que hables.

## Tracce

### Edizione italiana
1. Prima di parlare – 3:28 (testo: Andrea Bonomo, Luca Chiaravalli – musica: Filippo Neviani, Luca Chiaravalli)
2. Credere amare resistere – 3:10 (testo: Filippo Neviani, Luca Chiaravalli, Andrea Bonomo – musica: Filippo Neviani, Luca Chiaravalli)
3. Fatti avanti amore – 3:23 (Filippo Neviani, Luca Chiaravalli, Andrea Bonomo, Gianluigi Fazio)
4. Nati insieme – 3:16 (Filippo Neviani, Luca Chiaravalli, Andrea Bonomo, Gianluigi Fazio)
5. Quello che non sai – 3:36 (testo: Filippo Neviani, Luca Chiaravalli, Andrea Bonomo – musica: Filippo Neviani, Luca Chiaravalli, Max Elli)
6. Io ricomincerei – 3:23 (testo: Filippo Neviani, Saverio Grandi, Luca Chiaravalli – musica: Filippo Neviani, Luca Chiaravalli)
7. Con le mani chiuse – 3:11 (testo: Andrea Bonomo – musica: Filippo Neviani, Luca Chiaravalli)
8. Fuori pericolo – 3:06 (testo: Luca Chiaravalli, Gianluca Fasano – musica: Filippo Neviani, Luca Chiaravalli, Mads Løkkegaard)
9. Invisibile – 3:13 (Filippo Neviani, Luca Chiaravalli, Andrea Bonomo, Gianluigi Fazio)
10. Il tuo vero nome – 3:42 (Filippo Neviani, Luca Chiaravalli)
11. Sono arrivato qui – 3:38 (testo: Andrea Bonomo – musica: Filippo Neviani, Luca Chiaravalli)
12. Se telefonando – 2:56 (testo: Ghigo De Chiara, Maurizio Costanzo – musica: Ennio Morricone) – originariamente interpretata da Mina

### Edizione spagnola
Gli adattamenti in lingua spagnola sono firmati da Jorge Ballesteros (tracce: 1-4, 6-7, 11-12).
1. Antes de que hables – 3:31 (testo: Andrea Bonomo, Luca Chiaravalli – musica: Filippo Neviani, Luca Chiaravalli)
2. Con creer y amar yo resistiré – 3:11 (testo: Filippo Neviani, Luca Chiaravalli, Andrea Bonomo – musica: Filippo Neviani, Luca Chiaravalli)
3. Sigue hacia adelante – 3:24 (Filippo Neviani, Luca Chiaravalli, Andrea Bonomo, Gianluigi Fazio)
4. Nacidos juntos – 3:17 (Filippo Neviani, Luca Chiaravalli, Andrea Bonomo, Gianluigi Fazio)
5. Quello che non sai – 3:36 (testo: Filippo Neviani, Luca Chiaravalli, Andrea Bonomo – musica: Filippo Neviani, Luca Chiaravalli, Max Elli)
6. Yo recomenzaré – 3:23 (testo: Filippo Neviani, Saverio Grandi, Luca Chiaravalli – musica: Filippo Neviani, Luca Chiaravalli)
7. Cierra bien las manos – 3:12 (testo: Andrea Bonomo – musica: Filippo Neviani, Luca Chiaravalli)
8. Fuori pericolo – 3:06 (testo: Luca Chiaravalli, Gianluca Fasano – musica: Filippo Neviani, Luca Chiaravalli, Mads Løkkegaard)
9. Invisibile – 3:13 (Filippo Neviani, Luca Chiaravalli, Andrea Bonomo, Gianluigi Fazio)
10. Il tuo vero nome – 3:42 (Filippo Neviani, Luca Chiaravalli)
11. Cómo he llegado aquí – 3:40 (testo: Andrea Bonomo – musica: Filippo Neviani, Luca Chiaravalli)
12. Si telefoneando – 2:58 (testo: Ghigo De Chiara, Maurizio Costanzo – musica: Ennio Morricone)

## Formazione

### Musicisti
- Filippo Nek Neviani – voce, basso (tracce 1-3, 5-8, 10-12), chitarra elettrica (tracce 1-6, 9 e 10), batteria (tracce 2, 3, 5 e 11), assolo di chitarra (traccia 2), chitarra acustica (tracce 4, 7, 9-11), cori (tracce 5 e 7)
- Max Elli – dobro e slide (traccia 1), chitarra elettrica (tracce 1-7, 10-12), chitarra acustica (tracce 1-3, 6), pianoforte (tracce 5, 7 e 10), basso (traccia 6), tastiera (traccia 12)
- Luca Chiaravalli – tastiera e programmazione (tracce 1, 3, 6-12), arrangiamento strumenti ad arco (traccia 1), pianoforte (tracce 2, 4, 6, 8, 9 e 12), pianoforte, tastiera e programmazione aggiuntivi (traccia 5), chitarra elettrica (traccia 6)
- Massimo Zanotti – arrangiamento aggiuntivo ed esecuzione strumenti ad arco e ottoni (traccia 1), arrangiamento strumenti ad arco (traccia 3), arrangiamenti ottoni e orchestra (traccia 12)
- Luciano Galloni – batteria (tracce 1, 6, 7)
- Gianluigi Fazio – tastiera e programmazione (tracce 2-9, 11 e 12), chitarra acustica (traccia 3), chitarra elettrica (tracce 4 e 8), assolo di slide (traccia 4), cori (tracce 6, 8, 9 e 12), introduzione aggiuntiva di chitarra (traccia 12)
- Chicco Gussoni – chitarra elettrica aggiuntiva (tracce 2 e 3), chitarra elettrica (traccia 12)
- Andrea Bonomo – riff di chitarra acustica (traccia 4), chitarra elettrica e programmazione della tastiera (traccia 9)
- Francesca Del Seppia – violoncello (traccia 5)
- Biagio Sutriale – chitarra elettrica (traccia 6)
- Mads Løkkegaard – chitarra elettrica (traccia 8)
- Fabio Barnaba – arrangiamento strumenti ad arco (tracce 8 e 11)
- Diego Corradin – batteria (traccia 9)
- Emiliano Bassi – batteria (traccia 12)
- Serafino Tedesi – violino (traccia 12)
- Andrea Riccardo Anzalone – violoncello (traccia 12)

### Produzione
- Filippo Nek Neviani – produzione
- Luca Chiaravalli – produzione, registrazione
- Marco Barusso – registrazione, missaggio
- Dario Valentini, Giordano Colombo – assistenza tecnica
- Antonio Baglio – mastering

## Classifiche

### Classifiche settimanali
| Classifica (2015) | Posizione massima |
| ----------------- | ----------------- |
| Belgio (Vallonia) | 116               |
| Italia            | 3                 |
| Svizzera          | 14                |

### Classifiche di fine anno
| Classifica (2015) | Posizione |
| ----------------- | --------- |
| Italia            | 28        |